# El promès
Lo promés (El promès, en català normatiu) és un drama de costums catalans en tres actes i en vers, original de Joaquim Riera i Bertran, estrenat al teatre de Novetats de Barcelona, la nit del 8 de gener de 1892.

## Repartiment de l'estrena
- Clemència: Carme Parreño
- Justa: Concepció Palà
- Feliu: Teodor Bonaplata
- Francesc: Ricard Esteve
- Cristià: Enric Guitart
- Narcís: Joan Oliva
- Xec: Frederic Fuentes
- Piuet: Jaume Virgili
- Gregori: Vicent Daroqui
- Sist: Lluís Muns
- Tou: Josep Maria Fernandez
- Un paborde: Joan Gomà
- Un foraster, una pobra, una noia, un mosso de l'Esquadra, un pobre, forasters, mossos, pabordes, pabordeses
- Direcció artística: Antoni Tutau